# Saint-Jean-de-Duras
 Saint-Jean-de-Duras  es una población y comuna francesa, en la región de Aquitania, departamento de Lot y Garona, en el distrito de Marmande y cantón de Duras.

## Demografía
| 362 | 324 | 282 | 264 | 245 | 226 |
| Para los censos de 1962 a 1999 la población legal corresponde a la población sin duplicidades (Fuente: INSEE [Consultar]) |     |     |     |     |     |